# Thrybius acuticornus
Thrybius acuticornus is een insect dat behoort tot de orde vliesvleugeligen (Hymenoptera) en de familie van de gewone sluipwespen (Ichneumonidae). De wetenschappelijke naam van de soort werd voor het eerst geldig gepubliceerd door Yoshida, Matsumoto & Konishi in 2008.